# Кјуза (Болцано)
Кјуза (итал. Chiusa 
 ) је насеље у Италији у округу Болцано, региону Трентино-Јужни Тирол.
Према процени из 2011. у насељу је живело 2591 становника. Насеље се налази на надморској висини од 535 м.

## Становништво
| 1931. | 1936. | 1951. | 1961. | 1971. | 1981. | 1991. | 2001. | 2011. |
| ----- | ----- | ----- | ----- | ----- | ----- | ----- | ----- | ----- |
| 3.218 | 3.107 | 3.344 | 3.632 | 3.958 | 4.098 | 4.284 | 4.613 | 5.144 |